# لوسيل بال
كانت لوسيل ديزيريه بول (Lucille Désirée Ball) (6 أغسطس 1911 – 26 أبريل 1989) كوميديانة أمريكية، وممثلة سينمائية وتلفزيونية ومسرحية وإذاعية وعارضة أزياء، ومديرة تنفيذية سينمائية وتلفزيونية، ونجمة أعمال السيت كوم I Love Lucy، وThe Lucy–Desi Comedy Hour، وThe Lucy Show، وHere's Lucy، وLife with Lucy، كانت واحدة من ألمع نجمات الولايات المتحدة، وكانت حياتها المهنية في هوليوود طويلة خاصة في التلفزيون. بدأت لوسيل التمثيل في الثلاثينيات وأصبحت ممثلة في الإذاعة وأفلام الدرجة الثانية في الأربعينيات ثم نجمة تلفزيونية في الخمسينيات، ظلت تعمل بالأفلام في فترة الستينيات والسبعينيات، وفي سنة 1962 كانت لوسي أول مرأة تدير استوديو تلفزيونيًا ضخمًا، هذا الاستوديو هو استوديو ديزيلو (Desilu) الذي أنتج العديد من المسلسلات التلفزيونية الناجحة والمشهورة.
رُشِّحَت لوسيل للحصول على جائزة إيمي ثلاثين مرة وربحت الجائزة أربع مرات، وكانت من أولى الحاصلات على جائزة الكريستال للسيدات في مجال الأفلام في عام 1977، كما حَصُلَت على جائزة جولدن جلوب سيسيل بى ديميل (Golden Globe Cecil B. DeMille Award) في 1979، وجائزة تقدير إنجازات العمر الممنوحة من مركز كينيدي الشَرَفِي في 1986، وجائزة الحُكَّام الممنوحة من أكاديمية فنون وعلوم التليفزيون في 1989.
وفي عام 1929 حَصُلَت لوسيل على عمل كعارضة أزياء، وبعد ذلك بدأت مسيرتها المسرحية في برودواي (Broadway) مستخدمة الاسم الفني دايان بلمونت (Diane Belmont). ظهرت لوسيل في العديد من الأدوار الصغيرة في أفلام الثلاثينيات بالتعاقد مع أفلام راديو آر كيه أو، ولُقِّبَت لوسيل «بملكة البيز» (بيز جمع حرف بي في الإنجليزية الذي يشير إلى أفلام الدرجة الثانية)، وفي عام 1951 لعبت لوسيل دورًا محوريًا في عمل المسلسل التلفزيوني I Love Lucy، شاركها في بطولة المسلسل ديزي أرناز - الذي تزوجته لاحقًا - في دور ريكي ريكاردو (Ricky Ricardo)، وفيفيان فانس (Vivian Vance) في دور إثيل ميرتز (Ethel Mertz)، وويليام فرولي (William Frawley) في دور فْرِيْدْ ميرتز (Fred Mertz). كانت عائلة ميرتز هي مالك المنزل الذي تستأجره عائلة ريكاردو، وكانت العائلتان صديقتين. انتهى المسلسل في عام 1957 بعد مئةٍ وثمانين حلقة، وبعدها تمت بعض التعديلات البسيطة على شكل البرنامج: فقد تم إطالة مدة العرض من ثلاثين دقيقة إلى ستين دقيقة (المسلسل الأول كانت مدته خمسًا وسبعين دقيقة)، كما أضيفت بعض الشخصيات الجديدة، وتم تغيير محور القصة وأُعيد تسمية البرنامج إلى The Lucy-Desi Comedy Hour، واستمر العرض لثلاثة مواسم (1957–1960) بُثَّ خلالها ثلاث عشرة حلقة. بعدها صارت لوسيل نجمةً في مسلسلين تلفزيونين أكثر نجاحًا هما: The Lucy Show الذي بُثَّ على محطة سي بي إس في الفترة من عام 1962 حتى 1968 (156 حلقة)، وHere's Lucy في الفترة من عام 1968 حتى 1974 (144 حلقة). كان Life with Lucy آخر عمل تلفزيوني لها، وقد باء بالفشل بعد عرض ثمان حلقات من الثلاث عشرة التي تم إنتاجها.
قابلت لوسيل قائد فرقةٍ موسيقيةٍ كوبي في عام 1940، هو ديزي أرناز (Desi Arnaz) وفرا سويًا للزواج، وفي 17 يوليو 1951 وهي في قرابة الأربعين من عمرها أنجبت لوسيل طفلتهما الأولى لوسي ديزيريه أرناز (Lucie Désirée Arnaz)، وبعد سنة ونصف أنجبت لوسيل طفلهما الثاني ديزيديريو ألبيرتو أرناز الرابع (Desiderio Alberto Arnaz IV) الشهير بديزي أرناز الابن. طُلِّق لوسيل وأرناز في 4 مايو 1960.
توفيت لوسيل في 26 أبريل 1989 عن عمر يناهز السابعة والسبعين بسبب تسلخ الأبهر، وجاءت وفاتها بعد 27 عاماً من زواجها الثاني من الكوميديان جاري مورتون (Gary Morton) الذي كان أيضاً شريكها بالعمل.

## كتابات أخرى
- Karol, Michael (2003). Lucy in Print. ISBN 0-595-29321-2
- Karol, Michael (2004). Lucy A to Z: The Lucille Ball Encyclopedia. ISBN 0-595-29761-7
- Karol, Michael (2005). The Comic DNA of Lucille Ball: Interpreting the Icon. ISBN 0-595-37951-6
- McClay, Michael (1995). I Love Lucy: The Complete Picture History of the Most Popular TV Show Ever. ISBN 0-446-51750-X (hardcover)
- Meeks، Eric G. (2011). P.S. I Love Lucy: The Story of Lucille Ball in Palm Springs. Horotio Limburger Oglethorpe. ص. 45. ISBN:978-1468098549.
- Pugh Davis, Madelyn; with Carroll Jr., Bob (2005). Laughing With Lucy: My Life With America's Leading Lady of Comedy. ISBN 978-1-57860-247-6
- Sheridan, James; Monush, Barry Monush (2011). Lucille Ball FAQ: Everything Left to Know About America's Favorite Redhead. ISBN 978-1-61774-082-4
- Young, Jordan R. (1999). The Laugh Crafters: Comedy Writing in Radio & TV's Golden Age. Beverly Hills: Past Times Publishing ISBN 0-940410-37-0 (interview with Bob Schiller)

## وصلات خارجية
- الموقع الرسمي
- لوسيل بال على موقع IMDb (الإنجليزية)
- لوسيل بال على موقع الموسوعة البريطانية (الإنجليزية)
- لوسيل بال على موقع روتن توميتوز (الإنجليزية)
- لوسيل بال على موقع مونزينجر (الألمانية)
- لوسيل بال على موقع ألو سيني (الفرنسية)
- لوسيل بال على موقع ميوزك برينز (الإنجليزية)
- لوسيل بال على موقع تيرنر كلاسيك موفيز (الإنجليزية)
- لوسيل بال على موقع أول موفي (الإنجليزية)
- لوسيل بال على موقع قاعدة بيانات برودواي على الإنترنت (الإنجليزية)
- لوسيل بال على موقع قاعدة بيانات الأفلام السويدية (السويدية)
- لوسيل بال في دليل التلفاز
- Lucille Ball at the Museum of Broadcast Communications
- لوسيل بال على موقع فايند أغريف
- Flint, Peter B. "Lucille Ball, Spirited Doyenne Of TV Comedies, Dies at 77." نيويورك تايمز. April 27, 1989.
- Lucille Ball (biography at Encyclopaedia Britannica)
- Lucille Ball and several other actors participate on Orson Welles Radio Almanac 1944; recordings
- Celebrating Lucille Ball at 100: Unpublished Photos – slideshow by لايف (مجلة)
- Lucille Ball Google doodle
- The My Favorite Husband Podcast with Jim Romanovich on Radio Retropolis